# Tour Down Under 2011
| Erster           | Cameron Meyer     | 17:54:27 h   |
| Zweiter          | Matthew Goss      | + 0:02 min   |
| Dritter          | Ben Swift         | + 0:08 min   |
| Vierter          | Michael Matthews  | + 0:09 min   |
| Fünfter          | Laurens ten Dam   | + 0:10 min   |
| Sechster         | Francisco Ventoso | + 0:17 min   |
| Siebter          | André Greipel     | + 0:26 min   |
| Achter           | Blel Kadri        | gleiche Zeit |
| Neunter          | Allan Davis       | + 0:27 min   |
| Zehnter          | Luke Roberts      | + 0:28 min   |
| Punktewertung    | Matthew Goss      | 28 P.        |
| Zweiter          | Michael Matthews  | 20 P.        |
| Dritter          | Thomas De Gendt   | 20 P.        |
| Bergwertung      | Luke Roberts      | 60 P.        |
| Zweiter          | Ben Hermans       | 36 P.        |
| Dritter          | Mitchell Docker   | 32 P.        |
| Nachwuchswertung | Cameron Meyer     | 17:54:27 h   |
| Zweiter          | Matthew Goss      | + 0:02 min   |
| Dritter          | Ben Swift         | + 0:08 min   |
| Teamwertung      | Movistar Team     | 53:44:56 h   |
| Zweiter          | Vacansoleil-DCM   | + 0:08 min   |
| Dritter          | ag2r La Mondiale  | + 0:25 min   |

Die 13. Tour Down Under fand vom 16. bis 23. Januar 2011 statt. Das Straßenradrennen bestand aus sechs Etappen, die erste begann am 18. Januar. Zwei Tage zuvor wurde das Rennen mit dem Cancer Council Classic eröffnet, das nicht zur Gesamtwertung zählte. Die Gesamtdistanz des Rennens betrug 758 Kilometer. Die Tour Down Under war der erste Wettbewerb der UCI World Tour 2011.

## Die Teilnehmer
| UCI ProTeams Quick Step Omega Pharma-Lotto Saxo Bank SunGard ag2r La Mondiale Lampre-ISD Liquigas-Cannondale Pro Team Astana Team Leopard-Trek Rabobank Vacansoleil-DCM Katjuscha Euskaltel-Euskadi Movistar Team Sky ProCycling BMC Racing Team Garmin-Cervélo HTC-Highroad Team RadioShack Sonstige Teams UniSA |

Automatisch startberechtigt waren die 18 ProTeams, die verpflichtet waren, eine Mannschaft zu allen Wettbewerben der UCI World Tour 2011 zu stellen. Die Tour Down Under war das erste Rennen des neugegründeten Team Leopard-Trek aus Luxemburg. Als 19. Team nahm UniSA teil, eine australische Nationalmannschaft, die aus australischen Continental-Fahrern aus verschiedenen Provinzen bestand. Jedes Team umfasste sieben Fahrer.
Bei der Tour Down Under 2011 trafen erstmals die langjährigen HTC-Columbia-Kollegen André Greipel, ab dieser Saison bei Omega Pharma-Lotto, und Mark Cavendish aufeinander. Cavendish hatte im Jahr 2010 Greipel öffentlich verunglimpft. Greipel galt auch als ein Favorit auf den Sieg bei der Rundfahrt, da er die Tour Down Under bereits zweimal gewonnen hatte, zuletzt 2010. Auch der Spanier José Joaquín Rojas Gil vom Movistar Team, Sieger der Nachwuchswertung 2009, galt als Kandidat für eine vordere Platzierung in der Gesamtwertung. Ebenfalls am Start stand der Sieger von 2009 und Bronzemedaillengewinner der WM 2010, Allan Davis vom Pro Team Astana. Aber auch andere Sprinter wie beispielsweise Gerald Ciolek oder Francesco Chicchi (beide Quick Step) wären aufgrund des weitgehend flachen Profils der Rundfahrt dazu in der Lage gewesen, diese zu gewinnen. Ein weiterer prominenter Teilnehmer war der Amerikaner Tyler Farrar von Garmin-Cervélo.
Auch einige erfolgreiche australische Profis präsentierten sich bei ihrem Heimrennen, so zum Beispiel der junge Richie Porte von Saxo Bank-SunGard, Michael Rogers, Simon Gerrans und Christopher Sutton (alle Sky) oder Mark Renshaw und Matthew Goss (beide HTC-Highroad). Robbie McEwen vom Team RadioShack und Stuart O’Grady (Team Leopard-Trek), zweimaliger Sieger des Rennens, konnten sogar als Kandidaten für den Gesamtsieg eingestuft werden.
Die Tour Down Under 2011 war das letzte internationale Rennen des siebenmaligen Tour-de-France-Siegers Lance Armstrong (Team RadioShack).

## Die Etappen
Das Rennen fand in der Provinz South Australia rund um die Hauptstadt Adelaide statt. Die Tour Down Under stand wie jedes Jahr im Mittelpunkt des Festival of Cycling, einer einwöchigen Veranstaltung, in der sich in South Australia alles ums Fahrrad dreht. Mit ungefähr 772.000 Zuschauern an der Strecke erlebte die Rundfahrt einen neuen Rekordbesuch.

### Cancer Council Classic
|    | Fahrer             | Nation     | Team                | Zeit         |
| -- | ------------------ | ---------- | ------------------- | ------------ |
| 1. | Matthew Goss       | Australien | HTC-Highroad        | 1:05:12 h    |
| 2. | Mark Renshaw       | Australien | HTC-Highroad        | gleiche Zeit |
| 3. | Robbie McEwen      | Australien | Team RadioShack     | gleiche Zeit |
| 4. | Elia Viviani       | Italien    | Liquigas-Cannondale | gleiche Zeit |
| 5. | Christopher Sutton | Australien | Sky ProCycling      | gleiche Zeit |

Das Kriterium über 51 Kilometer in Adelaide, der Hauptstadt von South Australia, eröffnete die Tour Down Under 2011. Es zählte weder zur Gesamtwertung noch zur Wertung der UCI World Tour und bestand aus 30 flachen Runden zu je 1,7 Kilometern. Vor dem Cancer Council Classic wurden die teilnehmenden Mannschaften den Zuschauern vorgestellt. Im Sprint gab es einen Doppelsieg für das Team HTC-Highroad: Goss triumphierte vor Renshaw.

### 1. Etappe, Mawson Lakes – Angaston
|    | Fahrer             | Nation      | Team                | Zeit         |
| -- | ------------------ | ----------- | ------------------- | ------------ |
| 1. | Matthew Goss       | Australien  | HTC-Highroad        | 3:17:08 h    |
| 2. | André Greipel      | Deutschland | Omega Pharma-Lotto  | gleiche Zeit |
| 3. | Robbie McEwen      | Australien  | Team RadioShack     | gleiche Zeit |
| 4. | Christopher Sutton | Australien  | Sky ProCycling      | gleiche Zeit |
| 5. | Elia Viviani       | Italien     | Liquigas-Cannondale | gleiche Zeit |

|    | Fahrer          | Nation      | Team               | Zeit         |
| -- | --------------- | ----------- | ------------------ | ------------ |
| 1. | Matthew Goss    | Australien  | HTC-Highroad       | 3:16:58 h    |
| 2. | André Greipel   | Deutschland | Omega Pharma-Lotto | + 0:04 min   |
| 3. | Robbie McEwen   | Australien  | Team RadioShack    | + 0:06 min   |
| 4. | Mitchell Docker | Australien  | UniSA              | + 0:07 min   |
| 5. | Mathieu Perget  | Frankreich  | ag2r La Mondiale   | gleiche Zeit |

Die erste Etappe begann in Mawson Lakes und führte über 138 Kilometer nach Angaston. Zwei Zwischensprints und eine Bergwertung wurden auf der überwiegend flachen Strecke passiert. Der Abschnitt endete mit einem Rundkurs im Zielort, der dreimal absolviert wurde.
Der Australier Matthew Goss triumphierte nach dem Gewinn des Cancer Council Classic auch auf der ersten Etappe der Tour Down Under. Auf der leicht ansteigenden Zielgeraden bezwang der Mann von HTC-Highroad den Deutschen André Greipel und Landsmann Robbie McEwen. Mit dem von Anfahrer Mark Renshaw vorbereiteten Sieg übernahm Goss auch die Führung in der Gesamt-, Nachwuchs- und in der Sprintwertung. Zuvor bestimmten fünf Ausreißer das Geschehen. Simon Clarke (Pro Team Astana), Mitchell Docker (UniSA-Australien), der Franzose Mathieu Perget (ag2r La Mondiale) sowie die spanischen Euskaltel-Profis Miguel Mínguez und Jon Izaguirre machten die Zwischensprints unter sich aus. Die Führung in der Bergwertung sicherte sich Luke Roberts von UniSA.

### 2. Etappe, Tailem Bend – Mannum
|    | Fahrer           | Nation                 | Team               | Zeit         |
| -- | ---------------- | ---------------------- | ------------------ | ------------ |
| 1. | Ben Swift        | Vereinigtes Konigreich | Sky ProCycling     | 3:27:44 h    |
| 2. | Robbie McEwen    | Australien             | Team RadioShack    | gleiche Zeit |
| 3. | Graeme Brown     | Australien             | Rabobank           | gleiche Zeit |
| 4. | Romain Feillu    | Frankreich             | Vacansoleil-DCM    | gleiche Zeit |
| 5. | Jürgen Roelandts | Belgien                | Omega Pharma-Lotto | gleiche Zeit |

|    | Fahrer          | Nation                 | Team               | Zeit         |
| -- | --------------- | ---------------------- | ------------------ | ------------ |
| 1. | Robbie McEwen   | Australien             | Team RadioShack    | 6:44:42 h    |
| 2. | Matthew Goss    | Australien             | HTC-Highroad       | gleiche Zeit |
| 3. | Ben Swift       | Vereinigtes Konigreich | Sky ProCycling     | gleiche Zeit |
| 4. | André Greipel   | Deutschland            | Omega Pharma-Lotto | + 0:04 min   |
| 5. | Mitchell Docker | Australien             | UniSA              | gleiche Zeit |

Der zweite Tagesabschnitt war der längste der Tour Down Under 2011 und führte das Feld über eine Strecke von 146 flachen Kilometern, auf der zwei Sprint- und eine Bergwertung ausgefahren wurden, von Tailem Bend nach Mannum.
Der Brite Ben Swift gewann die Etappe im Sprint, nachdem André Greipel sechs Kilometer vor dem Ziel einen Reifenschaden erlitt und der Gesamtführende Matthew Goss in einen Sturz verwickelt war. Der Tageszweite Robbie McEwen übernahm vor den zeitgleichen Swift und Goss das Leadertrikot. Die dreiköpfige Ausreißergruppe des Tages, die später durch drei Fahrer ergänzt wurde, machte die Zwischenwertungen des Tages unter sich aus. Mit dabei war Luke Roberts, der an der Bergwertung attackierte und später zur Spitze aufschloss. Er verteidigte die Führung in der Bergwertung. Mitausreißer Mitchell Docker übernahm die Führung in der Sprintwertung, für das er schon am Vortag in einer Fluchtgruppe gepunktet hatte.

### 3. Etappe, Unley – Stirling
|    | Fahrer           | Nation      | Team               | Zeit         |
| -- | ---------------- | ----------- | ------------------ | ------------ |
| 1. | Michael Matthews | Australien  | Rabobank           | 3:11:47 h    |
| 2. | André Greipel    | Deutschland | Omega Pharma-Lotto | gleiche Zeit |
| 3. | Matthew Goss     | Australien  | HTC-Highroad       | gleiche Zeit |
| 4. | Simon Gerrans    | Australien  | Sky ProCycling     | gleiche Zeit |
| 5. | Luke Roberts     | Australien  | UniSA              | gleiche Zeit |

|    | Fahrer           | Nation                 | Team               | Zeit         |
| -- | ---------------- | ---------------------- | ------------------ | ------------ |
| 1. | Matthew Goss     | Australien             | HTC-Highroad       | 9:56:25 h    |
| 2. | André Greipel    | Deutschland            | Omega Pharma-Lotto | + 0:02 min   |
| 3. | Robbie McEwen    | Australien             | Team RadioShack    | + 0:04 min   |
| 4. | Michael Matthews | Australien             | Rabobank           | gleiche Zeit |
| 5. | Ben Swift        | Vereinigtes Konigreich | Sky ProCycling     | gleiche Zeit |

129 Kilometer lang war die dritte Etappe der Tour Down Under, die die obligatorischen Sprintwertungen und eine Bergwertung enthielt. Am Ende des Tages wurde die Ziellinie in Stirling dreimal passiert. Auf diesem Rundkurs stieg die Straße zum Ziel hin an.
Im Sprint sicherte sich der Australier Michael Matthews seinen ersten Erfolg als Profi. Durch den dritten Etappenrang übernahm Matthew Goss erneut das Leader-Jersey. Aljaksandr Kuschynski (Katjuscha), der Spanier Luis Pasamontes (Movistar), der Belgier Thomas De Gendt (Vacansoleil-DCM) und der Australier Luke Durbridge (UniSA) bildeten die Gruppe des Tages und machten die Zwischenwertungen unter sich aus.

### 4. Etappe, Norwood – Strathalbyn
|    | Fahrer          | Nation      | Team            | Zeit         |
| -- | --------------- | ----------- | --------------- | ------------ |
| 1. | Cameron Meyer   | Australien  | Garmin-Cervélo  | 2:57:55 h    |
| 2. | Thomas De Gendt | Belgien     | Vacansoleil-DCM | gleiche Zeit |
| 3. | Laurens ten Dam | Niederlande | Rabobank        | + 0:03 min   |
| 4. | Matthew Wilson  | Australien  | Garmin-Cervélo  | + 0:10 min   |
| 5. | Matthew Goss    | Australien  | HTC-Highroad    | + 0:24 min   |

|    | Fahrer          | Nation      | Team               | Zeit       |
| -- | --------------- | ----------- | ------------------ | ---------- |
| 1. | Cameron Meyer   | Australien  | Garmin-Cervélo     | 12:54:30 h |
| 2. | Laurens ten Dam | Niederlande | Rabobank           | + 0:10 min |
| 3. | Matthew Goss    | Australien  | HTC-Highroad       | + 0:12 min |
| 4. | Robbie McEwen   | Australien  | Team RadioShack    | + 0:15 min |
| 5. | André Greipel   | Deutschland | Omega Pharma-Lotto | + 0:16 min |

Der Weg auf der vierten Etappe war 124 Kilometer lang zwischen Norwood und Strathalbyn. Wie auf den anderen Abschnitten wurden zwei Sprint- und eine Bergwertung auf einer vorwiegend flachen Route abgenommen.
Die Gruppe des Tages fand sich erst nach der ersten Sprintwertung, die das Feld geschlossen erreichte. Das ursprüngliche Sextett, aus dem Blel Kadri zur Hälfte des Rennens zurückfiel, hatte nie mehr als 2:30 min Vorsprung, doch am Ende rettete Tagessieger Cameron Meyer von Garmin-Cervélo auch dank der Hilfe seines Teamkollegen Matthew Wilson 24 Sekunden ins Ziel und übernahm das Leader-Trikot, während der Tageszweite Thomas De Gendt (Vacansoleil-DCM) die Führung in der Sprintwertung übernahm. Das Hauptfeld führte Matthew Goss ins Ziel.

### 5. Etappe, McClaren Vale – Willunga
|    | Fahrer                 | Nation     | Team          | Zeit         |
| -- | ---------------------- | ---------- | ------------- | ------------ |
| 1. | Francisco Ventoso      | Spanien    | Movistar Team | 3:06:10 h    |
| 2. | Michael Matthews       | Australien | Rabobank      | gleiche Zeit |
| 3. | Matthew Goss           | Australien | HTC-Highroad  | gleiche Zeit |
| 4. | José Joaquín Rojas Gil | Spanien    | Movistar Team | gleiche Zeit |
| 5. | Luke Roberts           | Australien | UniSA         | gleiche Zeit |

|    | Fahrer            | Nation      | Team           | Zeit       |
| -- | ----------------- | ----------- | -------------- | ---------- |
| 1. | Cameron Meyer     | Australien  | Garmin-Cervélo | 16:00:40 h |
| 2. | Matthew Goss      | Australien  | HTC-Highroad   | + 0:08 min |
| 3. | Laurens ten Dam   | Niederlande | Rabobank       | + 0:10 min |
| 4. | Michael Matthews  | Australien  | Rabobank       | + 0:12 min |
| 5. | Francisco Ventoso | Spanien     | Movistar Team  | + 0:17 min |

Der fünfte Tagesabschnitt war wie schon in den vergangenen Jahren die „Königsetappe“ der Tour Down Under. Auf den 131 Kilometern musste mit dem zweimal zu befahrenden Willunga-Hill der schwierigste Anstieg der Rundfahrt genommen werden. Auf dem Gipfel wurden auch die beiden Bergwertungen des Tages ausgefahren, zudem gab es zwei Sprints auf der Strecke.
Die Ausreißergruppe des Tages wurde bereits bei der ersten Passage des Hügels gestellt. Auf der Abfahrt bildete sich eine Spitzengruppe, in der unter anderen Lance Armstrong fuhr, doch auch diese Gruppe wurde wieder eingeholt. Bei der zweiten Befahrung des entscheidenden Anstiegs der Tour fanden sich Ben Hermans vom Team RadioShack, Richie Porte von Saxo Bank-Sungard und Jack Bobridge von Garmin-Cervélo zu einer neuen Führungsgruppe zusammen. Doch auch diese wurde kurz vor dem Ziel von ihren Verfolgern gestellt. Den Sprint der 15-köpfigen Spitzengruppe entschied der Spanier Francisco Ventoso für sich. Durch seinen dritten Tagesrang machte Matthew Goss dank der Gutschriften Zeit auf den Führenden Cameron Meyer, der sich ebenfalls in der Gruppe befand, gut und übernahm wieder die Sprintwertung vom punktgleichen Thomas De Gendt.

### 6. Etappe, Adelaide City Council Street Circuit
|    | Fahrer          | Nation                 | Team              | Zeit         |
| -- | --------------- | ---------------------- | ----------------- | ------------ |
| 1. | Ben Swift       | Vereinigtes Konigreich | Sky ProCycling    | 1:53:47 h    |
| 2. | Greg Henderson  | Australien             | Sky ProCycling    | gleiche Zeit |
| 3. | Matthew Goss    | Australien             | HTC-Highroad      | gleiche Zeit |
| 4. | Robbie McEwen   | Australien             | Team RadioShack   | gleiche Zeit |
| 5. | Juan José Haedo | Argentinien            | Saxo Bank SunGard | gleiche Zeit |

|    | Fahrer           | Nation                 | Team           | Zeit       |
| -- | ---------------- | ---------------------- | -------------- | ---------- |
| 1. | Cameron Meyer    | Australien             | Garmin-Cervélo | 17:54:27 h |
| 2. | Matthew Goss     | Australien             | HTC-Highroad   | + 0:02 min |
| 3. | Ben Swift        | Vereinigtes Konigreich | Sky ProCycling | + 0:08 min |
| 4. | Michael Matthews | Australien             | Rabobank       | + 0:09 min |
| 5. | Laurens ten Dam  | Niederlande            | Rabobank       | + 0:10 min |

Mit einem 90 Kilometer langen Kriterium über 20 Runden in Adelaide endete die Tour Down Under 2011. Die Strecke war flach und enthielt eine Bergwertung auf der Runde sowie Zwischensprints bei den Zielpassagen.
Auf der abschließenden Etappe gab es wie schon im Vorjahr einen Doppelsieg des Sky-Teams, Ben Swift siegte im Massensprint vor Mannschaftskollege Greg Henderson. Obwohl Matthew Goss beim ersten Zwischensprint und als Tagesdritter wichtige Bonussekunden gewinnen konnte, fehlten ihm zwei Sekunden, um das Trikot des Gesamtführenden zu übernehmen.

## Etappenübersicht
| Etappe                 | Datum      | Start–Ziel                           | km  | Etappensieger     | Führender     |
| ---------------------- | ---------- | ------------------------------------ | --- | ----------------- | ------------- |
| Cancer Council Classic | 16. Januar | Adelaide                             | 51  | Matthew Goss      |               |
| 1. Etappe              | 18. Januar | Mawson Lakes–Angaston                | 138 | Matthew Goss      | Matthew Goss  |
| 2. Etappe              | 19. Januar | Tailem Bend–Mannum                   | 146 | Ben Swift         | Robbie McEwen |
| 3. Etappe              | 20. Januar | Unley–Stirling                       | 129 | Michael Matthews  | Matthew Goss  |
| 4. Etappe              | 21. Januar | Norwood – Strathalbyn                | 124 | Cameron Meyer     | Cameron Meyer |
| 5. Etappe              | 22. Januar | McClaren Vale–Willunga               | 131 | Francisco Ventoso | Cameron Meyer |
| 6. Etappe              | 23. Januar | Adelaide City Council Street Circuit | 90  | Ben Swift         | Cameron Meyer |

## Wertungen
Für die Sonderwertungen gab es folgende Punktverteilung:
Zwischensprints
1: 3 Sekunden, 6 Punkte
2: 2 Sekunden, 4 Punkte
3: 1 Sekunden, 2 Punkte
Zielsprint
1: 10 Sekunden, 8 Punkte
2: 06 Sekunden, 6 Punkte
3: 04 Sekunden, 4 Punkte
Bergwertungen
1: 16 Punkte
2: 12 Punkte
3: 8 Punkte
4: 6 Punkte
5: 4 Punkte

### Wertungen im Tourverlauf
Die Tabelle zeigt den Führenden in der jeweiligen Wertung nach der jeweiligen Etappe an.
|           | Gesamtwertung | Sprintwertung   | Bergwertung  | Nachwuchswertung | Teamwertung    |
| --------- | ------------- | --------------- | ------------ | ---------------- | -------------- |
| 1. Etappe | Matthew Goss  | Matthew Goss    | Luke Roberts | Matthew Goss     | Sky ProCycling |
| 2. Etappe | Ben Swift     | Mitchell Docker | Luke Roberts | Matthew Goss     | UniSA          |
| 3. Etappe | Matthew Goss  | Matthew Goss    | Luke Roberts | Matthew Goss     | Sky ProCycling |
| 4. Etappe | Cameron Meyer | Thomas De Gendt | Luke Roberts | Cameron Meyer    | Garmin-Cérvelo |
| 5. Etappe | Cameron Meyer | Matthew Goss    | Luke Roberts | Cameron Meyer    | Movistar Team  |
| 6. Etappe | Cameron Meyer | Matthew Goss    | Luke Roberts | Cameron Meyer    | Movistar Team  |

## Endstand
Der mehrmalige Bahn-Weltmeister Cameron Meyer feierte mit dem Erfolg bei seiner Heim-Rundfahrt den bisher größten Erfolg seiner Karriere im Straßenradsport. Den Gesamtsieg sicherte er sich maßgeblich durch seinen gelungenen Ausreißversuch auf der vierten Etappe. Durch diesen übernahm er auch die Führung in der UCI-Weltrangliste. Aber auch Matthew Goss bewies, dass er mit den besten Sprintern der Welt mithalten kann – er siegte beim Cancer Council Classic und auf der ersten Etappe, und holte auch das Trikot des Punktbesten. Auch die jungen Michael Matthews und Ben Swift feierten Etappensiege und zeigten ihre Klasse. Nicht an seinen Vorjahreserfolg konnte der Deutsche André Greipel anknüpfen, er belegte den siebten Rang in der Gesamtwertung und wurde zweimal Tages-Zweiter. Vor allem die Australier zeigten sich bei ihrem Heim-Rennen in Form. Bis auf die Teamwertung gingen alle Sonderwertungen an Australier, vier der sechs Tagesabschnitte wurden durch Australier gewonnen.